# موجات ماير
 موجات ماير هي موجات في شريان وضغط الدم الناجمة عن تقلبات في منعكس تحكم مستقبلات الضغط والمستقبلات الكيميائية وترى الموجات في تخطيط كهربائية القلب وفي ضغط الدم ويكون ترددها حوالي 0.1 هرتز (10 موجات الثانية). وقد وصفت هذه الموجات بواسطة سيجموند ماير، ايوالد هيرينغ ولودفيغ تراوبه ومن ثم دعت «موجات تراوبه - هيرينغ ماير».
وترتبط موجات ماير مع تقلب معدل ضربات القلب.
تاكلو وآخرون. عام (1999) قالوا أن «تحول تردد موجات ماير إلى ترددات منخفضة نسبيا يزيد من خطر ضغط الدم».